# 120153 Hoekenga
120153 Hoekenga è un asteroide della fascia principale. Scoperto nel 2003, presenta un'orbita caratterizzata da un semiasse maggiore pari a 3,0473227 UA e da un'eccentricità di 0,0889722, inclinata di 10,18818° rispetto all'eclittica.